# Van Sminia

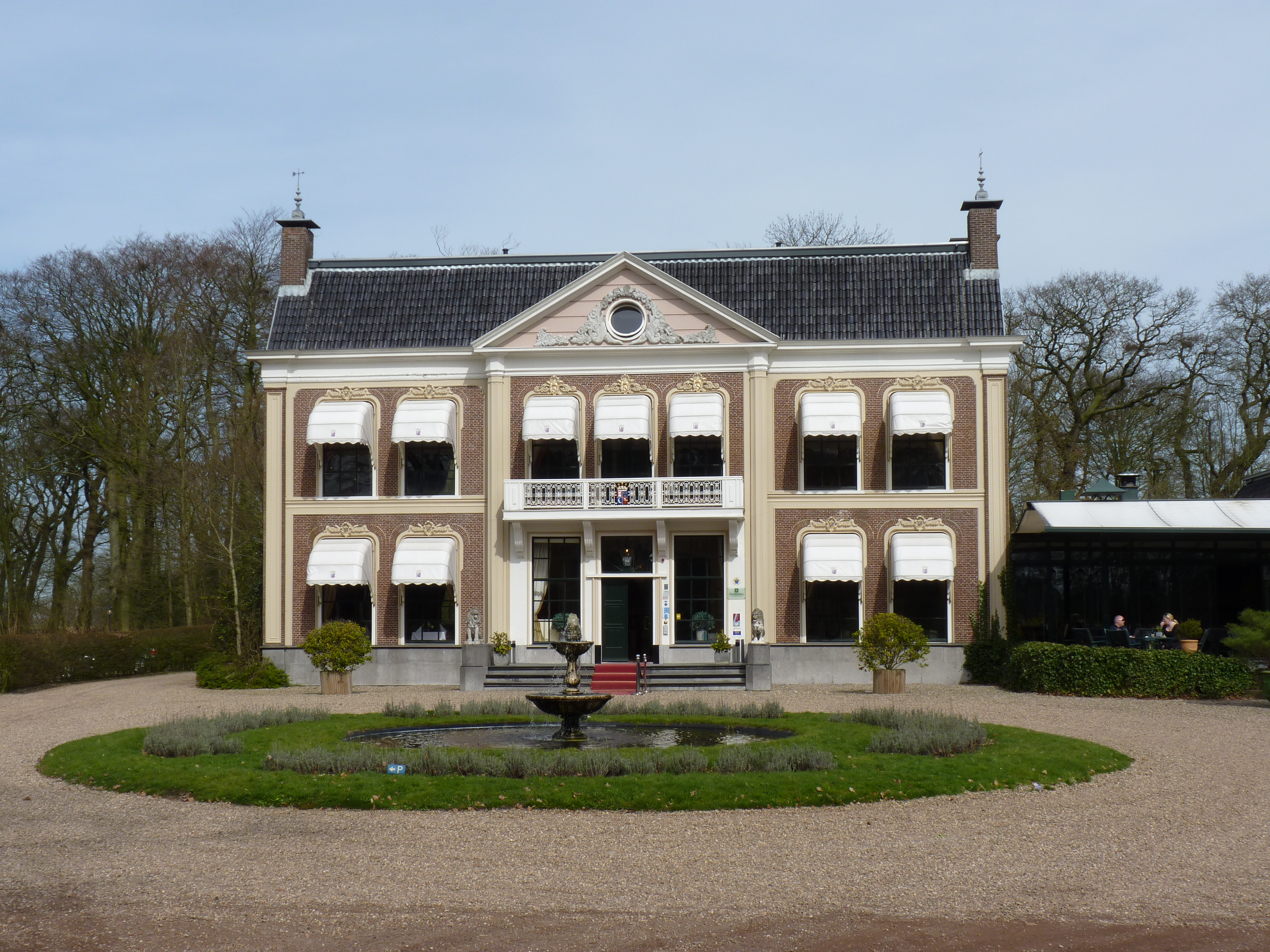
Huis de Klinze

Van Sminia (ook: Van Baerdt van Sminia, Van Coehoorn van Sminia en: Haersma van Sminia) is een uit Ferwerd afkomstig geslacht waarvan leden sinds 1816 tot de Nederlandse adel behoren.

## Geschiedenis
De stamreeks begint met Frans Hillebrantsz Sminije (Smyngie) die vanaf 1555 vermeld wordt als boer op Sminiastate en in 1581 overleed. Bij Koninklijk Besluit van 20 februari 1816 werd zijn nazaat mr. Hector van Sminia (1763-1816) verheven in de Nederlandse adel.
De familie bewoonde decennialang huis de Klinze in Oudkerk en is ook naamgever van de door haar bewoonde Sminiastate in dezelfde gemeente.

## Enkele telgen
- Hobbe Baerdt van Sminia (1655-1721), jurist
  - Idzard van Sminia (1689-1754), grietman
  - Jetze van Sminia (1703-1771), ontvanger-generaal van de admiraliteit, secretaris van de Staten van Friesland
    - Hobbe Baerdt van Sminia (1730-1813), grietman
      - Jhr. mr. Hector van Sminia (1763-1816), grietman en lid van de Tweede Kamer
        - Jhr. mr. Hobbe Baerdt van Sminia (1797-1858), grietman, burgemeester en lid van de Tweede Kamer
        - Jkvr. Louisa Albertine Glinstra van Sminia (1799-1837); trouwde in 1821 met mr. Robert baron van Breugel Douglas (1791-1873), lid van de Raad van State en publicist

      - Mr. Willem Livius van Sminia (1769-1822), grietman en lid van Provinciale Staten van Friesland